# Csiao-niu
Csiao-niu (Qiaoniu) legendás személy a Kína történeti korszakát megelőző, öt császár korában. Életének részleteiről keveset árulnak el a történeti források, a még legteljesebb értesülések a nagy történetíró, Sze-ma Csien (Sima Qian) művéből, A történetíró feljegyzéseinek, a legendák korát tárgyaló legelső fejezetéből származnak. Ezek szerint Csiao-niu (Qiaoniu) a Sárga Császárnak, fiatalabbik fiatalabbik fia, Csang-ji (Changyi) révén egyenesági leszármazottja. Csuan-hszü (Zhuannxu) császár ükunokája, az apja pedig Csü-vang (Juwang) volt. Neki magának egy fia ismert név szerint, bizonyos Ku-szou (Gusou). Csiao-niu (Qiaoniu) unokája a lesz a konfuciánus hagyományban példaértékűnek tartott Sun (Shun) császár.